# Distrito electoral federal 3 de Nayarit
El III Distrito Electoral Federal de Nayarit es uno de los 300 distritos electorales en los que se encuentra dividido el territorio de México para la elección de diputados federales y uno de los 3 que integran el estado de Nayarit. Su cabecera es la ciudad de Compostela.
El Distrito III de Nayarit ocupa toda la porción sur de ese estado, lo conforman los municipios de Ahuacatlán, Amatlán de Cañas, Bahía de Banderas, Compostela, Ixtlán del Río, Jala, San Blas, San Pedro Lagunillas, Santa María del Oro, Xalisco y La Yesca.

## Distritaciones anteriores

### Distritación 1996 - 2005
Entre 1996 y 2005 el Distrito III tenía una conformación casi idéntica, siendo la única diferencia con la actual que no integraba al municipio de La Yesca.
El Distrito III fue creado por la Reforma Electoral de 1977, con anterioridad a ella, Nayarit tenía únicamente 2 distritos electorales federales, por lo cual el III distrito solo a electo Diputados a partir de 1979 a la LI Legislatura.

## Diputados por el distrito
- LI Legislatura
  - (1979 - 1982): Carlos Serafín Ramírez (PRI)
- LII Legislatura
  - (1982 - 1985): Juan Medina Cervantes (PRI)
- LIII Legislatura
  - (1985 - 1988): Enrique Medina Lomelí (PRI)
- LIV Legislatura
  - (1988 - 1991): Olga López Castillo (PRI)
  - (1991): Rafael Mascorro Toro
- LV Legislatura
  - (1991 - 1994): José Ramón Navarro Quintero (PRI)
- LVI Legislatura
  - (1994 - 1997): Liberato Montenegro Villa (PRI)
- LVII Legislatura
  - (1997 - 2000): Miguel Ángel Navarro Quintero (PRI)
- LVIII Legislatura
  - (2000 - 2003): José Manuel Quintanilla Rentería (PRI)
- LIX Legislatura
  - (2003 - 2006): Raúl Mejía González (PRI)
- LX Legislatura
  - (2006 - 2009): Sergio Sandoval Paredes (PRI)
- LXI Legislatura
  - (2009 - 2012): Ivideliza Reyes Hernández (PAN)
- LXII Legislatura
  - (2012 - 2015): Gloria Núñez Sánchez (PRI)
- LXIII Legislatura
  - (2015 - 2018): Jasmine Bugarín Rodríguez (PRI)
- LXIV Legislatura
  - (2018 - 2021):
- LXV Legislatura
  - (2021 - 2024): Jorge Armando Ortiz Rodríguez (PT)
- LXV Legislatura
  - (2024 - 2027): Jorge Armando Ortiz Rodríguez (PT)

## Elecciones de 2009
|  | Partido Acción Nacional                        |                       | Ivideliza Reyes Hernández   |
|  | Partido Revolucionario Institucional           |                       | Alfredo Zmery de Alba       |
|  | Partido de la Revolución Democrática           |                       | Airam Ramírez Godines       |
|  | Coalición Salvemos a México (PT, Convergencia) |                       | Juan Manuel Carrillo Chávez |
|  | Partido Verde Ecologista de México             |                       | Ivon Minjarez García        |
|  | Nueva Alianza                                  | No registró candidato | No registró candidato       |
|  | Partido Socialdemócrata                        |                       | Reynalda Guzmán Álvarez     |
|  | Partido de la Revolución Socialista            | No registró candidato | No registró candidato       |